# HD 196761
HD 196761，又名CD-2416193，SAO 189549、HR 7898，是一颗恒星，视星等为6.37，位于銀經21.25，銀緯-33.77，其B1900.0坐标为赤經20h 34m 14.7s，赤緯-24° -33.77′ 22″。